# Sava Šumanović
Sava Šumanović ou Sava Choumanovitch (en serbe cyrillique : Сава Шумановић ; né le 22 janvier 1896 à Vinkovci - mort le 30 août 1942 à Sremska Mitrovica) était un peintre serbe du XXe siècle.

## Vie artistique

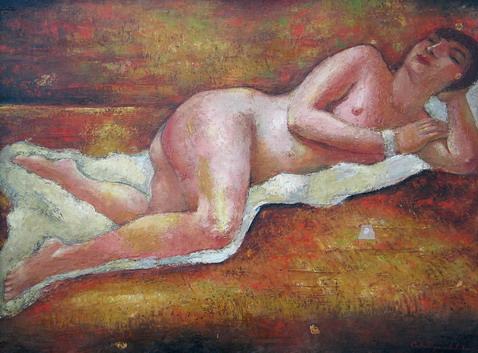
Nu allongé (Kiki), 1929

Dans ses premières peintures, Sava Šumanović insiste à rendre les atmosphères et emploie habilement les nuances colorées et les minces couches de couleur. Son art subit alors l'influences de l'Art nouveau et du Symbolisme. Durant l'automne 1920, il se rend à Paris, où il loue un atelier à Montparnasse. Il se forme auprès d'André Lhote, distingué professeur de Cubisme analytique. Il est très ami avec Amadeo Modigliani, Max Jacob et autres peintres parisiens, ainsi qu’avec l'écrivain serbe Rastko Petrović. Après une rupture (1924-1925) il revint à Paris, très attiré par la peinture de Matisse et expose au Salon des indépendants de 1927 à 1929.
Il revient finalement en 1930 à Šid, où il vit jusqu'au début de la Seconde Guerre mondiale qui, pour le royaume de Yougoslavie, commence en avril 1941. Durant l'été 1942, la police fasciste de l'État indépendant de Croatie (NDH) l'a raflé parmi 150 otages serbes, tous conduits à Sremska Mitrovica et assassinés.

## Sa peinture
Ses peintures d'après 1930 sont caractérisées par des couleurs légères et une atmosphère lyrique. Ses motifs préférés sont le nu et les paysages.

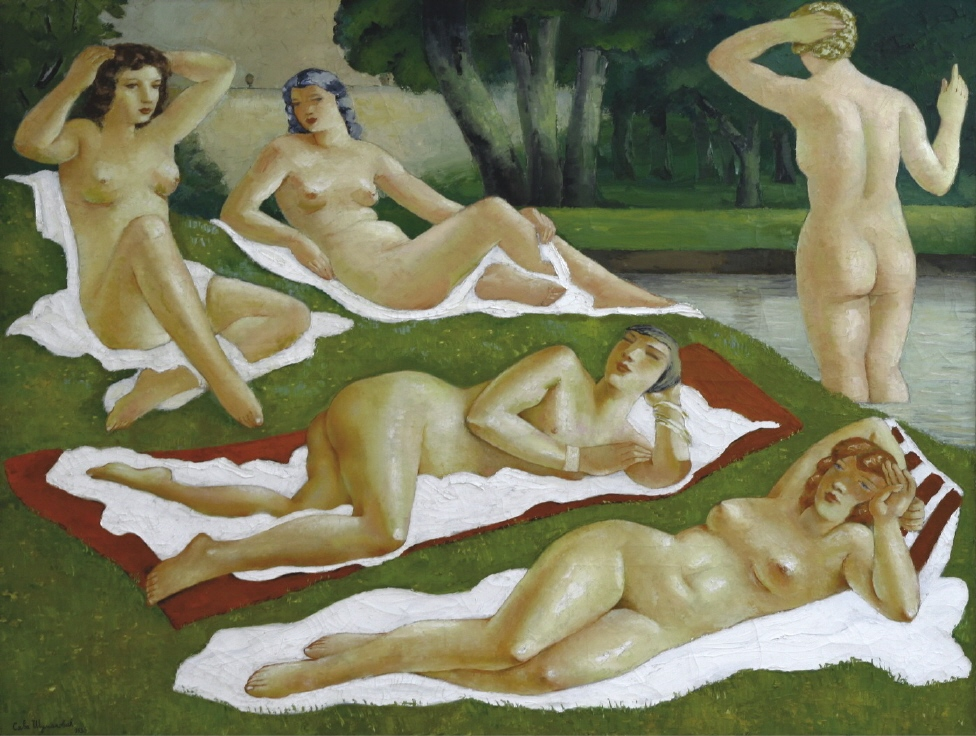
Kraj šumarka (Kiki), 1935

## Postérité
La galerie de peintures Sava Šumanović, à Šid, a été créée en 1952 sur la base d'un contrat et d'une donation de Persida Šumanović, la mère du peintre, avec plus de 300 tableaux.

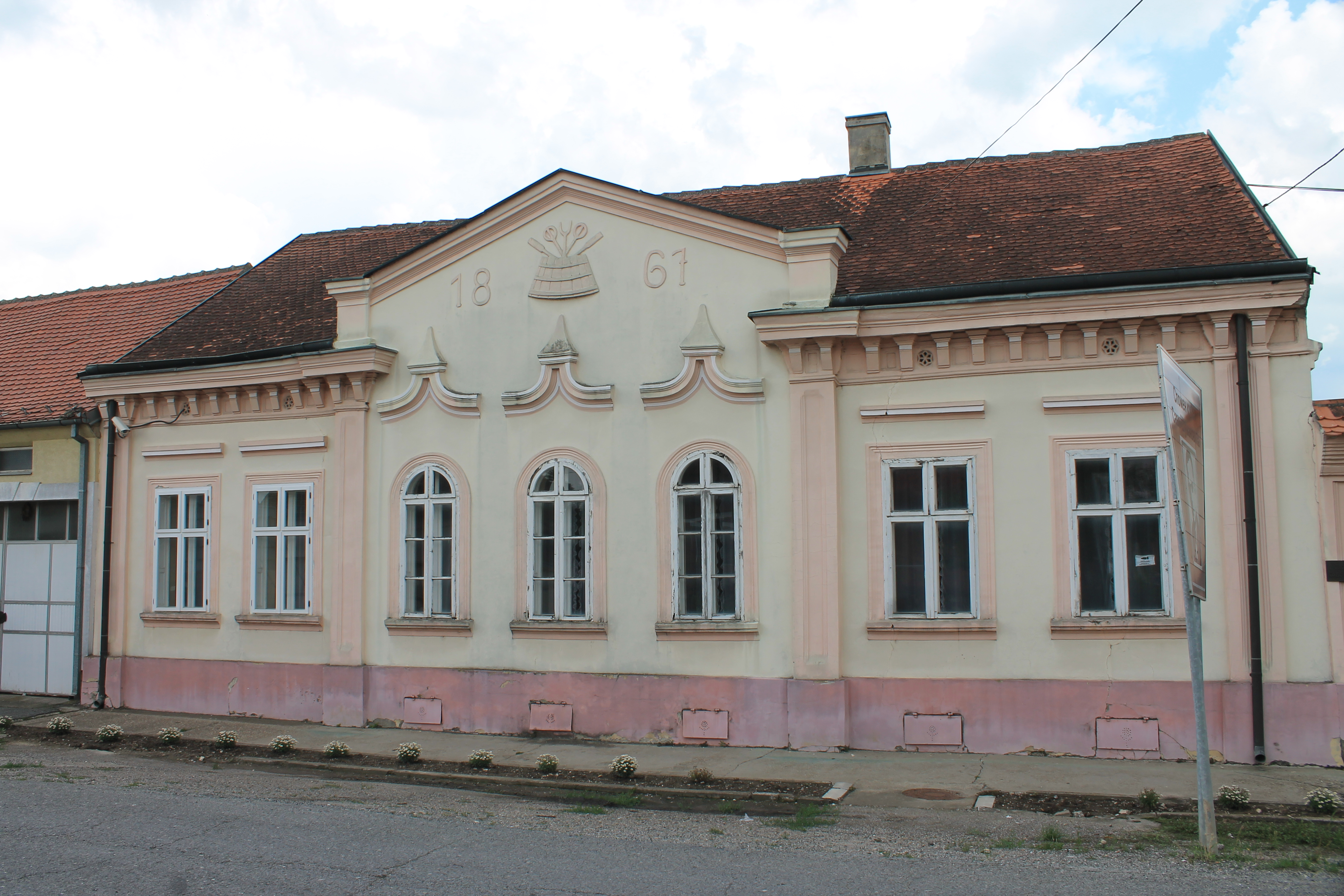
La maison de Sava Šumanović à Šid.

## Quelques œuvres
- Pijana lađa (Le Bateau ivre), Šid, 1927
- Doručak na travi (Petit déjeuner sur l'herbe), paysage, Šid
- Mrtva priroda sa flašama (Nature morte à la bouteille), 1926, collection Terzić, réserve du Musée d'art moderne de la République serbe à Banja Luka[2]
- Luksemburški park (Jardin du Luxembourg), Paris
- Crveni ćilim (Tapis rouge), Paris
- Most na Seni (Pont sur la Seine), Paris
- Jutro (Matin), Paris, 1929
- Šidijanke, cycle de paysages, Šid
- Kraj šumarka (Le bosquet), Šid, 1935[3],[4]
- Ašikovanje na mesečini (Cour au clair de lune), 1939[5]
- Lipova aleja (Allée de tilleuls), 1941[6]
- Beračice (Les Moissonneuses), triptyque[7]